# Baldur Preiml
Baldur Preiml (Greifenburg, 8 luglio 1939 – Spittal an der Drau, 27 gennaio 2025) è stato un saltatore con gli sci austriaco.

## Palmarès

### Olimpiadi invernali
- Bronzo a Grenoble 1968 nel salto con gli sci, trampolino normale